# Festival Internacional de Cine de Venecia de 1990
La 47.ª edición del Festival Internacional de Cine de Venecia tuvo lugar entre el 4 y el 14 de septiembre de 1990.

## Jurados
Las siguientes personas fueron seleccionadas para formar parte del jurado de esta edición:
- Gore Vidal: Presidente
- María Luisa Bemberg
- Edoardo Bruno
- Gilles Jacob
- Kira Muratova
- Omar Sharif
- Ula Stöckl
- Anna-Lena Wibom
- Alberto Lattuada

## Películas

### Selección oficial

#### En Competición
Las películas siguientes compitieron para el León de Oro:
| Título en español                     | Título original                     | Director(es)          | País            |
| ------------------------------------- | ----------------------------------- | --------------------- | --------------- |
| L'africana                            | Die Rückkehr                        | Margarethe von Trotta | RFA             |
| Un ángel en mi mesa                   | An Angel at My Table                | Jane Campion          | Nueva Zelanda   |
| Chicos de la calle                    | Ragazzi fuori                       | Marco Risi            | Italia          |
| Decay                                 | Raspad                              | Mikhail Belikov       | Unión Soviética |
| Farewell to Autumn                    | Pozegnanie jesieni                  | Mariusz Trelinski     | Polonia         |
| Spieler                               | Spieler                             | Dominik Graf          | RFA             |
| Uno de los nuestros                   | Goodfellas                          | Martin Scorsese       | Estados Unidos  |
| Contraté a un asesino a sueldo        | I Hired a Contract Killer           | Aki Kaurismäki        | Finlandia       |
| Karartma geceleri                     | Karartma geceleri                   | Yusuf Kurcenly        | Turquía         |
| Laura Adler's Last Love Affair        | Ahavata Ha'ahronah Shel Laura Adler | Avraham Collapse      | Israel          |
| Marta y yo                            | Marta a já                          | Jiri Weiss            | RFA             |
| Mo' Better Blues                      | Mo' Better Blues                    | Spike Lee             | Estados Unidos  |
| La luna en el espejo                  | La luna en el espejo                | Silvio Caiozzi        | Chile           |
| Esperando a Mr. Bridge                | Mr. and Mrs. Bridge                 | James Ivory           | Reino Unido     |
| S'en fout la mort                     | S'en fout la mort                   | Claire Denis          | Francia         |
| El único testigo                      | Edinstveniyat svidetel              | Mikhail Pandoursky    | Bulgaria        |
| Rosencrantz y Guildenstern han muerto | Rosencrantz & Guildenstern Are Dead | Tom Stoppard          | Reino Unido     |
| Sirup                                 | Sirup                               | Helle Ryslinge        | Dinamarca       |
| Historias de una Geisha dorada        | A-ge-man                            | Juzo Itami            | Japón           |
| Tracce di vita amorosa                | Tracce di vita amorosa              | Peter Del Monte       | Italia          |
| Los muros                             | Mathilukal                          | Adoor Gopalakrishnan  | India           |

#### Fuera de competición
Las películas siguientes fueron seleccionadas para ser exhibidas fuera de competición:
Largometrajes
| Título en español        | Título original                  | Director(es)                                                      | País           |
| ------------------------ | -------------------------------- | ----------------------------------------------------------------- | -------------- |
| Henry y June             | Henry and June                   | Philip Kaufman                                                    | Estados Unidos |
| Juramento de sangre      | Blood Oath                       | Stephen Wallace                                                   | Australia      |
| Romeo.Juliet             | Romeo.Juliet                     | Armando Acosta                                                    | Bélgica        |
| Dick Tracy               | Dick Tracy                       | Warren Beatty                                                     | Estados Unidos |
| Hay días... y lunas      | Il y a des jours... et des lunes | Claude Lelouch                                                    | Francia        |
| Bailando en la oscuridad | Dancin' Thru the Dark            | Mike Ockrent                                                      | Reino Unido    |
| The Company of Strangers | The Company of Strangers         | Cynthia Scott                                                     | Canadá         |
| Un week-end sur deux     | Un week-end sur deux             | Nicole García                                                     | Francia        |
| I taràssachi             | I taràssachi                     | Francesco Ranieri Martinotti, Rocco Mortelliti y Fulvio Ottaviano | Italia         |
| Las ramas del árbol      | Shakha Proshakha                 | Satyajit Ray                                                      | India          |

#### Fuoridiprograma
Las películas siguientes fueron seleccionadas para ser exhibidas como eventos especiales:
| Título en español         | Título original            | Director(es)         | País        |
| ------------------------- | -------------------------- | -------------------- | ----------- |
| Yo, la peor de todas      | Yo, la peor de todas       | María Luisa Bemberg  | Argentina   |
| Basta! Adesso tocca a noi | Basta! Adesso tocca a noi  | Luciano Emmer        | Italia      |
| El ladrón del arco iris   | The Rainbow Thief          | Alejandro Jodorowsky | Reino Unido |
| Jesus Christ's Horoscope  | Jézus Krisztus horoszkópja | Miklós Jancsó        | Hungría     |

Documentales
| Título en español       | Título original                | Director(es)                      | País           |
| ----------------------- | ------------------------------ | --------------------------------- | -------------- |
| Made in Milan           | Made in Milan                  | Martin Scorsese                   | Estados Unidos |
| Hollywood Mavericks     | Hollywood Mavericks            | Florence Dauman, Dale Ann Stieber | Estados Unidos |
| Ecos de un reino oscuro | Echos aus einem düsteren Reich | Werner Herzog                     | RFA            |
| La fuga del paraíso     | Fuga dal paradiso              | Ettore Pasculli                   | Italia         |
| Requiem für Dominik     | Requiem für Dominik            | Robert Dornhelm                   | Austria        |

### Secciones independientes

#### Semana de la crítica Internacional
Las películas siguientes fueron seleccionadas para la 4ª Semana Internacional de la Crítica del Festival de Cine de Venecia:
| Título en España    | Título original     | Director(es)      | País            |
| ------------------- | ------------------- | ----------------- | --------------- |
| Boom Boom           | Boom Boom           | Rosa Vergés       | España          |
| Cold Light of Day   | Cold Light of Day   | Fiona Louise      | Reino Unido     |
| Diciembre           | Dicembre            | Antonio Monda     | Italia          |
| La discreta         | La Discrète         | Christian Vincent | Francia         |
| He’s Still There    | He’s Still There    | Halfdan O. Hussie | Estados Unidos  |
| Winckelmanns Reisen | Winckelmanns Reisen | Jan Schütte       | RFA             |
| Under a Sky of Blue | Pod nebom golubym   | Vitaliy Dudin     | Unión Soviética |
| La estación         | La Stazione         | Sergio Rubini     | Italia          |

Homenaje a Michale Powell
| Título en español                             | Año  |
| --------------------------------------------- | ---- |
| Riviera Revels - Travelaugh No. 9: Cold Feats | 1937 |
| The Edge of the World                         | 1936 |

### Retrospectivas
Retrospettiva Prima dei Codici. Il Cinema Sovietico Prima del Realismo Socialista 1929-1935
| Título español                   | Título original                  | Director(es)                   | Año  |
| -------------------------------- | -------------------------------- | ------------------------------ | ---- |
| Nočnoj izvozčik                  | Nočnoj izvozčik                  | Georgij Nokolaevič Tasin       | 1928 |
| Šalanda Potëmkin                 | Šalanda Potëmkin                 | Sergei Iosifovič Yutkevich     | 1929 |
| Činy i ljudi                     | Činy i ljudi                     | Jakov Aleksandrovič Protazanov | 1929 |
| Accordion                        | Garmon                           | Igor Savchenko                 | 1934 |
| Scast'e                          | Scast'e                          | Aleksandr Medvedkin            | 1934 |
| Ivan                             | Ivan                             | Aleksandr Dovzhenko            | 1932 |
| Prostoj slučaj                   | Prostoj slučaj                   | Vsévolod Pudovkin              | 1932 |
| Okraina                          | Okraina                          | Boris Barnet                   | 1933 |
| Pesnja o scast'e                 | Pesnja o scast'e                 | Vladimir Legoshin              | 1934 |
| Častnaja žizn' Petra Vinogradova | Častnaja žizn' Petra Vinogradova | Alexandr Mačeret               | 1934 |
| Lëtciki                          | Lëtciki                          | Yuli Raizman                   | 1935 |
| Moja rodina                      | Moja rodina                      | Iosif Kheifits                 | 1933 |
| Putyovka v zhizn                 | Putyovka v zhizn                 | Nikolai Ekk                    | 1931 |
| Putyovka v zhizn                 | Putyovka v zhizn                 | Nikolai Ekk                    | 1931 |
| Granica                          | Granica                          | Mikhail Dubson                 | 1935 |
| Ciudades y años                  | Goroda i gody                    | Yevgeni Chervyakov             | 1930 |
| Veliki Utješitelj                | Veliki Utješitelj                | Lev Kuleshov                   | 1933 |
| Veliki Utješitelj                | Veliki Utješitelj                | Lev Kuleshov                   | 1933 |
| Odna                             | Odna                             | Leonid Trauberg                | 1930 |
| Podrugi                          | Podrugi                          | Lev Arnshtam                   | 1936 |
| Čapaev s nami                    | Čapaev s nami                    | Vladimir Petrov                | 1941 |
| Ciapaiev                         | Ciapaiev                         | Georgi Vasilev                 | 1934 |
| Tommi                            | Tommi                            | Yakov Protazanov               | 1931 |

## Premios

### Sección oficial-Venecia 47

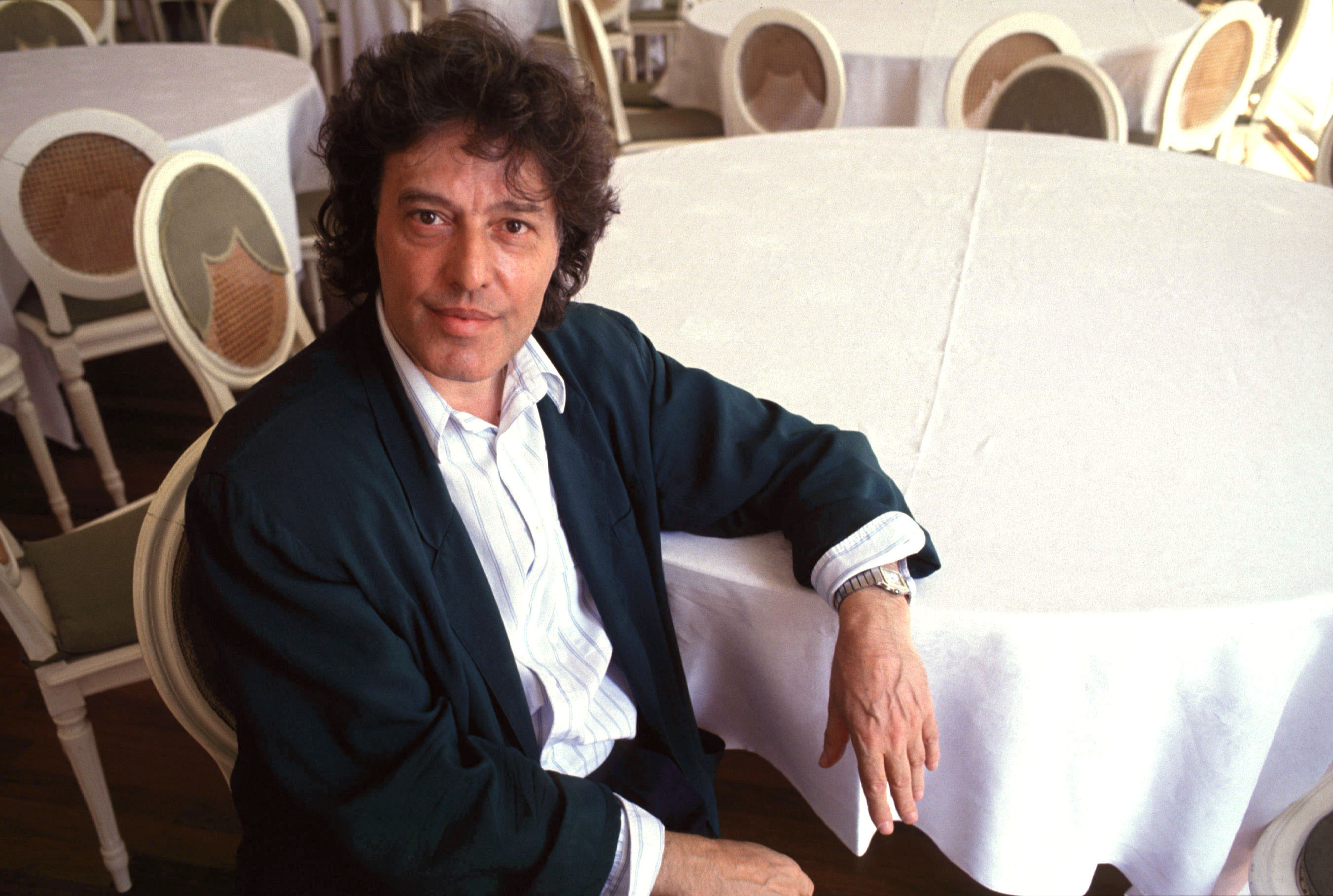
Tom Stoppard, ganador del León de Oro en el 46.º Festival de Venecia

Las siguientes películas fueron premiadas en el festival:
- León de Oro a la mejor película: Rosencrantz y Guildenstern han muerto de Tom Stoppard
- León de Plata: 
  - Mejor director - Martin Scorsese por Uno de los nuestros
  - Mejor guion - Helle Rysling por Sirup
- Premio especial del jurado: Un ángel en mi mesa de Jane Campion
  - Golden Osella a la mejor fotografía: Marco Risi por Chicos de la calle
  - Golden Osella a la mejor montaje: Dominique Auvray por S'en fout la mort
  - Golden Osella a la mejor BSO: Valeri Milovansky por El único testigo
- Copa Volpi al mejor actor: Oleg Borisov por El único testigo
- Copa Volpi a la mejor actriz: Gloria Münchmeyer por La luna en el espejo
- León de Oro a la trayectoria: 
  - Marcello Mastroianni
  - Miklós Jancsó
- Medalla de oro del Presidente del Senado italiano: Mikhail Belikov por Raspad

## Otros premios
Las siguientes películas fueron premiadas en otros premios de la edición: 
- Golden Ciak:
  - Mejor película - Esperando a Mr. Bridge por James Ivory
  - Mejor Actriz -  Marianne Sägebrecht por Marta y yo
- Premio FIPRESCI: Mathilukal de Adoor Gopalakrishnan
- Premio OCIC: Un ángel en mi mesa de Jane Campion

Mención especial: Yo, la peor de todas de María Luisa Bemberg
- PREMIO La Navicella Cinema: El único testigo de Michail Pandurski
- Premio UNICEF: Mathilukal de Adoor Gopalakrishnan
- Premio Pasinetti:
  - Mejor película - Esperando a Mr. Bridge por James Ivory
  - Mejor Actor - Richard Dreyfuss por Rosencrantz y Guildenstern han muerto
  - Mejor Actriz - Stefania Sandrelli por L'africana
- Premio Pietro Bianchi: Ettore Scola
- Pequeño León de Oro: Un ángel en mi mesa de Jane Campion
- Premio Elvira Notari: Un ángel en mi mesa de Jane Campion
- Premio Bastone Bianco:
  - Un ángel en mi mesa de Jane Campion
  - Uno de los nuestros de Martin Scorsese

Mención especial: Mo' Better Blues de Spike Lee
- Premio Kodak-Cinecritica: La estación de Sergio Rubini
- Premio UCCA Venticittà: Cold Light of Day de Fhiona-Louise

Mención especial: Under a Sky of Blue de Vitali Dudin